# Karlan Grant
Karlan Laughton Ahearne-Grant (Greenwich, 18 settembre 1997) è un calciatore inglese, attaccante del West Bromwich.

## Caratteristiche tecniche
È un centravanti, può essere utilizzato anche come ala fa della velocità e del senso del goal le sue migliori qualità , è anche un discreto rigorista.

## Carriera

### Club
Cresciuto nel settore giovanile del Charlton, ha esordito in prima squadra il 30 settembre 2014 disputando l'incontro di Football League Championship vinto 1-0 contro il Norwich City.
Il 30 gennaio 2019 è stato acquistato a titolo definitivo dall'Huddersfield Town. Esordisce in Premier League tre giorni dopo disputando il match perso 5-0 contro il Chelsea.

### Nazionale
Ha giocato nelle nazionali giovanili inglesi Under-17, Under-18 ed Under-19.

## Statistiche

### Presenze e reti nei club
Statistiche aggiornate al 26 novembre 2024.
| Stagione                    | Squadra                     | Campionato                  | Campionato | Campionato | Coppe nazionali | Coppe nazionali | Coppe nazionali | Coppe continentali | Coppe continentali | Coppe continentali | Altre coppe | Altre coppe | Altre coppe | Totale | Totale | Totale |
| Stagione                    | Squadra                     | Comp                        | Pres       | Reti       | Comp            | Pres            | Reti            | Comp               | Pres               | Reti               | Comp        | Pres        | Reti        | Pres   | Reti   |        |
| --------------------------- | --------------------------- | --------------------------- | ---------- | ---------- | --------------- | --------------- | --------------- | ------------------ | ------------------ | ------------------ | ----------- | ----------- | ----------- | ------ | ------ | ------ |
| 2014-2015                   | Charlton                    | FLC                         | 5          | 0          | FACup+CdL       | 1+0             | 0+0             | -                  | -                  | -                  | -           | -           | -           | 6      | 0      |        |
| ago.-dic. 2015              | Charlton                    | FLC                         | 17         | 1          | FACup+CdL       | 0+3             | 0+2             | -                  | -                  | -                  | -           | -           | -           | 20     | 3      |        |
| gen.-feb. 2016              | Cambridge Utd               | FL2                         | 3          | 0          | FACup+CdL       | -               | -               | -                  | -                  | -                  | -           | -           | -           | 3      | 0      |        |
| mar.-giu. 2016              | Charlton                    | FLC                         | -          | -          | FACup+CdL       | -               | -               | -                  | -                  | -                  | -           | -           | -           | -      | -      |        |
| 2016-2017                   | Charlton                    | FL1                         | 8          | 0          | FACup+CdL       | 0+1             | 0+0             | -                  | -                  | -                  | FLT         | 3           | 0           | 12     | 0      |        |
| 2017-gen. 2018              | Charlton                    | FL1                         | 22         | 1          | FACup+CdL       | 2+2             | 1+0             | -                  | -                  | -                  | FLT         | 5           | 2           | 31     | 4      |        |
| gen.-giu. 2018              | Crawley Town                | FL2                         | 15         | 9          | FACup+CdL       | -               | -               | -                  | -                  | -                  | -           | -           | -           | 15     | 9      |        |
| 2018-gen. 2019              | Charlton                    | FL1                         | 28         | 14         | FACup+CdL       | 1+0             | 0+0             | -                  | -                  | -                  | -           | -           | -           | 29     | 14     |        |
| Totale Charlton             | Totale Charlton             | Totale Charlton             | 80         | 16         |                 | 10              | 3               |                    | -                  | -                  |             | 8           | 2           | 98     | 21     |        |
| gen.-giu. 2019              | Huddersfield Town           | PL                          | 13         | 4          | FACup+CdL       | -               | -               | -                  | -                  | -                  | -           | -           | -           | 13     | 4      |        |
| 2019-2020                   | Huddersfield Town           | FLC                         | 43         | 19         | FACup+CdL       | 1+0             | 0+0             | -                  | -                  | -                  | -           | -           | -           | 44     | 19     |        |
| Totale Huddersfield Town    | Totale Huddersfield Town    | Totale Huddersfield Town    | 56         | 23         |                 | 1               | 0               |                    | -                  | -                  |             | -           | -           | 57     | 23     |        |
| 2020-2021                   | West Bromwich               | PL                          | 21         | 1          | FACup+CdL       | -               | -               | -                  | -                  | -                  | FLT         | -           | -           | 21     | 1      |        |
| 2021-2022                   | West Bromwich               | FLC                         | 44         | 18         | FACup+CdL       | 1+0             | 0+0             | -                  | -                  | -                  | -           | -           | -           | 45     | 18     |        |
| 2022-2023                   | West Bromwich               | FLC                         | 31         | 3          | FACup+CdL       | 2+2             | 1+1             | -                  | -                  | -                  | -           | -           | -           | 35     | 5      |        |
| 2023-2024                   | Cardiff City                | FLC                         | 39         | 6          | FACup+CdL       | 0+1             | 0+0             | -                  | -                  | -                  | -           | -           | -           | 40     | 6      |        |
| 2024-2025                   | West Bromwich               | FLC                         | 17         | 3          | FACup+CdL       | -               | -               | -                  | -                  | -                  | -           | -           | -           | 17     | 3      |        |
| Totale West Bromwich Albion | Totale West Bromwich Albion | Totale West Bromwich Albion | 113        | 25         |                 | 5               | 2               |                    | -                  | -                  |             | -           | -           | 118    | 27     |        |
| Totale carriera             | Totale carriera             | Totale carriera             | 306        | 79         |                 | 17              | 5               |                    | -                  | -                  |             | 8           | 2           | 331    | 86     |        |